# Harpactea krueperi
Harpactea krueperi är en spindelart som först beskrevs av Eugène Simon 1884.  Harpactea krueperi ingår i släktet Harpactea och familjen ringögonspindlar.
Artens utbredningsområde är Grekland. Inga underarter finns listade i Catalogue of Life.